# Nettop

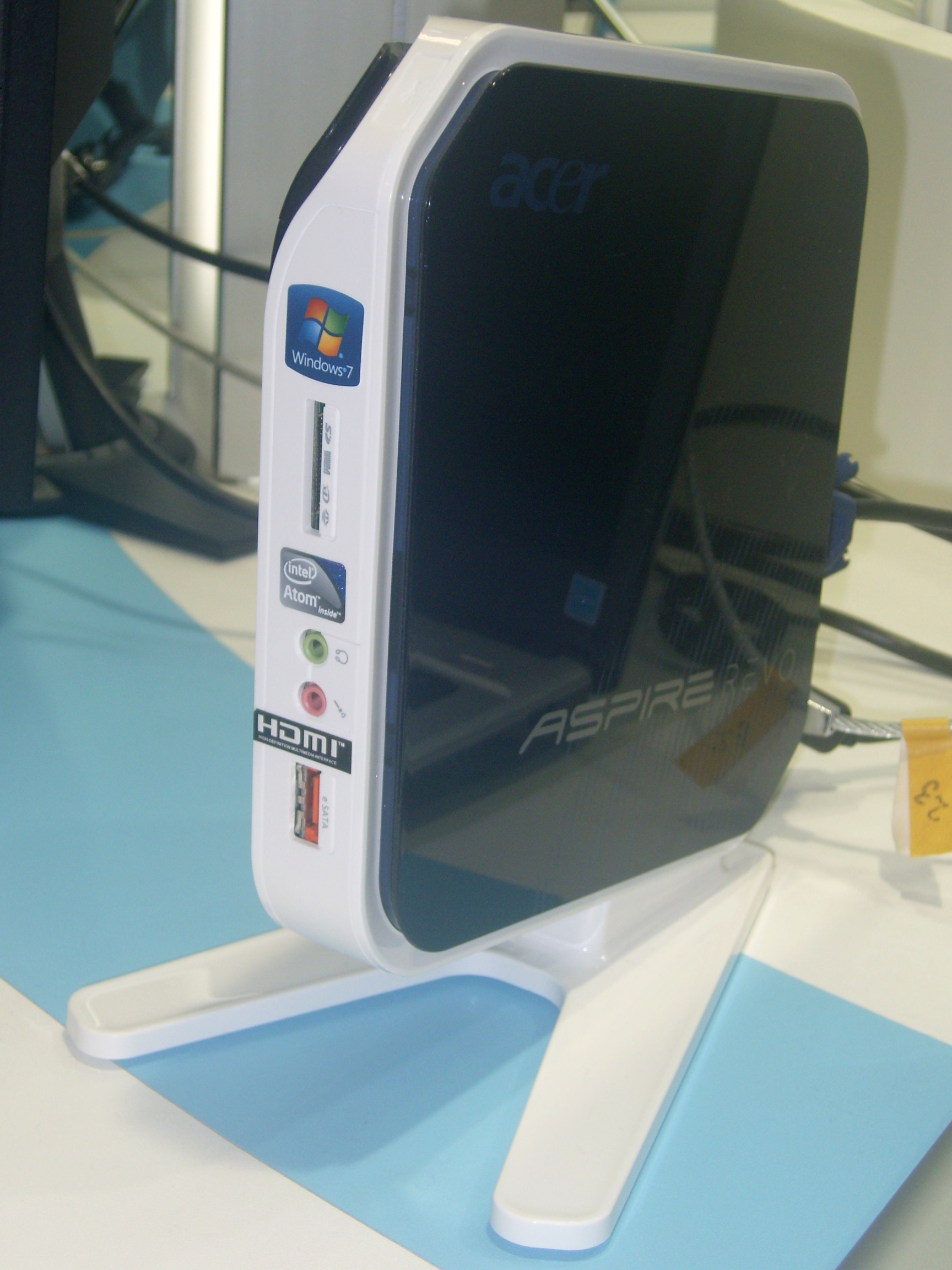
The Acer Aspire Revo nettop

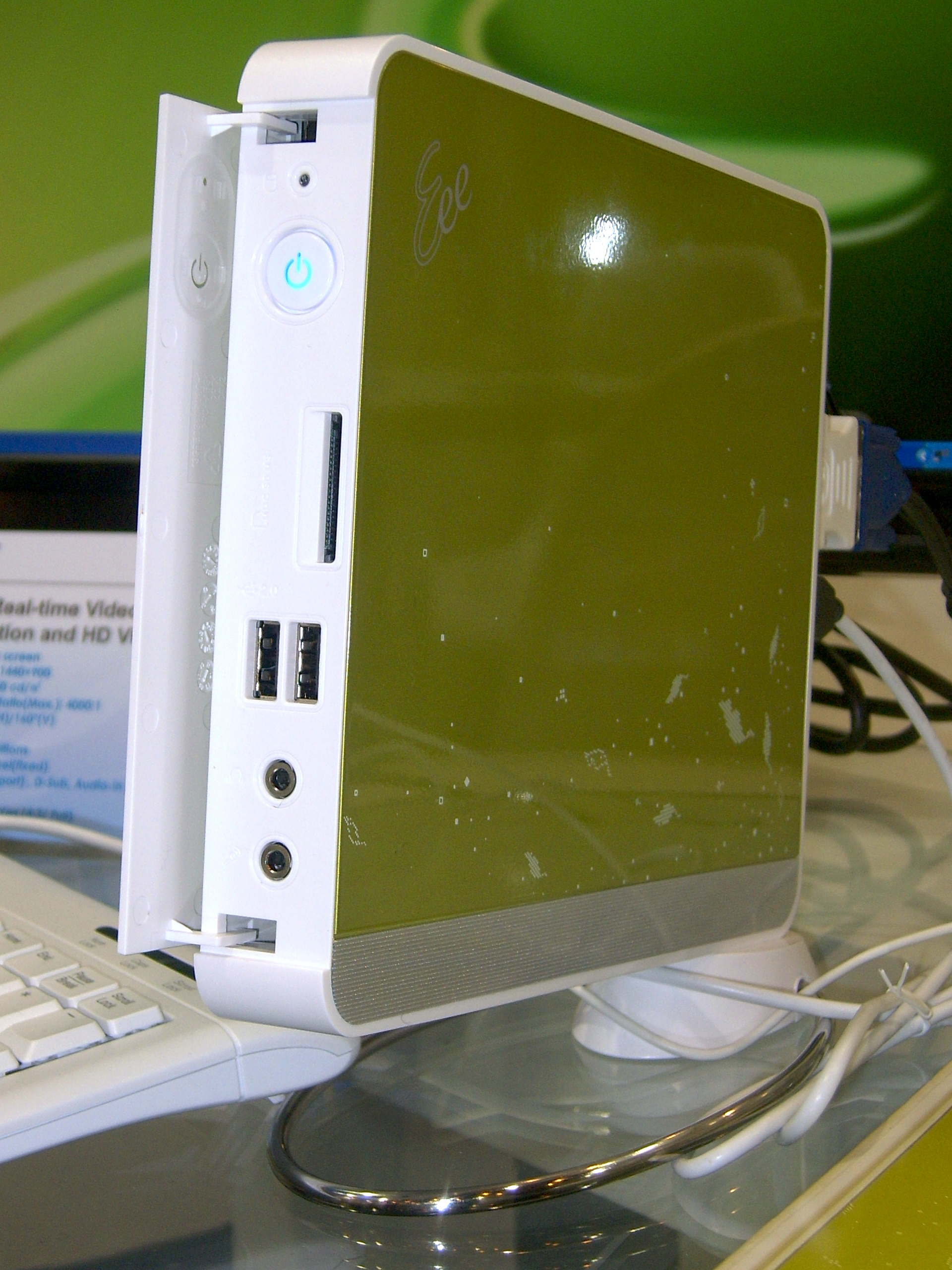
ASUS Eee Box

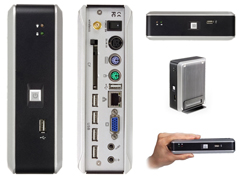
Zonbu Mini PC

Nettop je druh malého stolního počítače určený především pro plnění základních úloh jako je surfování na internetu, přístup k webovým aplikacím, zpracování dokumentace, přehrávání obrazu zvuku apod. Slovo Nettop vzniklo kombinací slov internet a desktop (ve významu stolní počítač). Ve srovnání s běžnými stolními počítači jsou nettopy nejen menší a levnější, ale také spotřebují mnohem méně elektrické energie. Například nettop společnosti CompuLab Fit-PC 1 spotřebuje méně než 8 wattů elektrické energie, přičemž normální stolní počítač spotřebuje víc než 100 wattů.[zdroj?] Důvodem nižší energetické náročnosti je specifický typ hardwaru podporující šetření energie, který je převzat z notebooků. Když je nettop nevyužívaný, sníží spotřebu energie, proto je méně vhodný pro používání složitějších aplikací. Pro snížení hluku mají některé nettopy místo normálního pevného disku nové SSD disky.

## Modely
Nettopy jsou navržené tak, aby byly stylové a aby se na nich bez problémů spustil systém z řady Windows NT. Některé modely lze upevnit na zadní kryt LCD monitoru. Pro zkušenější uživatele jsou určeny ty nettopy, na kterých běží operační systém Linux. To umožňuje snížit náklady hardwaru a licencovaného softwaru. Následující seznam uvádí některé počítače, které jsou na trhu pod označením nettop.
| Výrobce         | Produkt              | Chipset            | Procesor           | Spotřeba energie |
| --------------- | -------------------- | ------------------ | ------------------ | ---------------- |
| Acer            | AspireRevo           | ION                | Atom               | 21–29 W          |
| Acer            | Veriton N260G        | GN40               | Atom N280          | 65 W             |
| ASRock          | Ion 330              | ION                | Atom               | < 25 W           |
| Asus            | Eee Box              | 945GSE             | Atom               | 36 W             |
| Dell            | Studio Hybrid 140G   | GM965              | Core 2 Duo         | 65 W             |
| Dell            | Zino HD              | AMD RS780G         | AMD Athlon 64      | 29–40 W          |
| Everex          | GPC mini             | 945GM              | Core 2 Duo         | 25–33 W          |
| Foxconn         | NT-a3500             | AMD HD6310         | AMD E350           | 20/35 W          |
| Giada           | Slim N10             | nVidia ION(GF9400) | Atom 330           | 20–26 W          |
| Lenovo          | IdeaCentre Q100/Q110 | ION                | Atom               | 14–45 W          |
| MSI             | Wind Box             | 945GC              | Atom               | 14–45 W          |
| Prestigio       | ION 230 Super Slim   | nVidia             | Atom 230           | 20 W             |
| ViewSonic       | VOT120 Mini PC       | 945GSE             | Atom               | 30 W             |
| WDL systémy     | Ebox-4300            | CX700M             | Eden ULV 500       | 15 W             |
| Zotac           | Mag                  | ION                | Atom 230/330       | 24–28 W          |
| DMP electronics | Ebox-3310MX          | Vortext86MX+       | Vortext86MX+ (x86) | 10 W             |
| Garlach44       | Kilkenny             | 945GC              | Atom               | 25/30 W          |
| Shuttle         | X50                  | Intel 945GC + ICH7 | Atom 330           | 30 W             |
| CherryPal       | CherryPal            | 5121e              | PowerPC            | 6,9 W            |
| Sony            | x series             | ION                | Atom 550           | 25–32 W          |
| Packard-Bell    | iMedia XS 3610       | nVidia MCP7A ION   | Atom 330           | – W              |

## Hardware
Hardware u nettopu se prolíná s hardwarem notebůku a netbooku. K dispozici jsou především tři platformy:
- Atom
- AMD Jaguar
- nVidia Ion
- VIA Trinity

Mnoho komponentů jako jsou čipsety, grafické karty a pevné disky lze najít i na stolních počítačích. Procesory v běžně používaný počítačích se liší těm používaných v nettopech. Níže uvedený seznam obsahuje některé hardwarové komponenty typický pro nettop.
- Procesor
Intel Atom (x86)
VIA Nano a VIA C7 procesor (x86)
AMD Geode (x86)
ARM Cortex (ARM)
Loongson (MIPS)
- GPU
Intel GMA 950
S3 Graphics Chrome
GeForce 9400M
PowerVR
- Čipset
Intel 945GSE Express
GeForce 9400M
VIA VX800 IGP
- RAM
typicky 512 MiB až 1 GiB SDRAM, DDR alebo DDR2 paměti
- Záznamová média
typicky 1–16 GiB flash SSD paměť
2,5’’ pevný disk typicky 120–160 GiB
- Síť
Ethernet a nebo také Wi-Fi
- I/O porty
LAN, USB 2.0, video out, audio out

Zpočátku procesor Intel Atom používaly například společnosti ASUS, MSI a Sony. nVidia vydala první generaci platformy ION, která sestává z procesoru Atom a čipové sady GeForce 9400. V porovnání s grafickým akcelerátorem GMA v intelských čipsetech pro Atom zabezpečuje nVidia ION lepší přehrávání videa a hudby ve vysokém rozlišení a zaručuje nižší spotřebu energie. nVidia oznámila i podporu procesorů VIA. Pro další zlepšení výkonnosti a snížení výrobních nákladů se mnohý výrobci rozhodli pro použití procesorů, které měly být původně použity v elektronických zařízeních, jako jsou například AMD Geode a systémy založené na ARM Cortex procesorech.

## Operační systém
Existuje plná řada operačních systémů, které lze použít v nettopových počítačích. Windows XP zvládá běhat na počítačích se slabším hardwarem a proto ho také můžeme najít v nettopových počítačích. V hardwarově výkonnějších nettopech se můžeme setkat s operačním systémem Windows Vista a Windows 7. Dalším oblíbeným OS je Linux, který není tak náročný na hardware nettopu a bez problému dokáže běžet na všech nettopech. V současnosti se také můžeme setkat s OS Anroid, který byl původně určen pro mobilní telefony tzv. smartphone.
- Microsoft Windows
Windows XP
Windows Vista
Windows 7
- Linuxové operační systémy
Google Android
Ubuntu
Xubuntu
atd.

V době, kdy Microsoft už skoro neprodával operační systém Windows XP, běžel např. Asus Eee na Linuxu. Vzápětí, aby Microsoft zabránil rozšíření konkurenčního systému, prodloužil dostupnost Windows XP a začal se zabývat odlehčenou verzí Windows 7. Poté vznikl ve společnosti Microsoft Windows Starter. Jedná se o odlehčenou verzi Windows 7 a je stavěn tak, aby mohl být aplikován do méně výkonných počítačů jako jsou nettopy a netbooky.

## Porovnání nettopů se stolními počítači
V níže uvedené tabulce můžeme pozorovat, jak se od sebe cca liší výkonnostně nettopy s klasickými stolními počítači.
|                      | Nettop                         | Běžný počítač                       | Výkonný počítač             |
| -------------------- | ------------------------------ | ----------------------------------- | --------------------------- |
| Běžné činnosti       | zpracování dokumentů, internet | Spravování tabulek a databází       | Nejvyšší řady Office balíků |
| Fotografie a obrázky | Prezentace a jednoduchá úpravy | Jednoduchá a složitější úpravy      | Profesionální úpravy        |
| Video                | Běžné DVD, DivX, Xvid          | HD přehrávání s občasným „trhnutím“ | Full HD přehrávání a střih  |
| Hry                  | Starší, klasické a online hry  | Běžné hry                           | Náročné 3D hry              |
| Cena PC              | < 6 500 Kč                     | > 6 500 Kč                          | > 15 000 Kč                 |

## Trh
Počítače nettop spadají do kategorie „základní PC“, které se vyznačují nízkou cenou od 2 500 Kč. Pro lidi v rozvojových zemích je to obrovská výhoda, jak získat PC za dobrou cenu. Největší poptávku po nettopech budou tvořit podniky, které ušetří své finance na elektrické energii. V roce 2011 prodal Intel 60 miliónu nettopů.